# Саут-Ярмаут (Массачусетс)
Саут-Ярмаут (англ. South Yarmouth) — переписна місцевість (CDP) в США, в окрузі Барнстебел штату Массачусетс. Населення — 11 703 особи (2020).

## Географія
Саут-Ярмаут розташований за координатами 41°40′1″ пн. ш. 70°12′3″ зх. д. / 41.66694° пн. ш. 70.20083° зх. д. (41.667083, -70.200793).  За даними Бюро перепису населення США в 2010 році переписна місцевість мала площу 20,23 км², з яких 18,02 км² — суходіл та 2,21 км² — водойми.

## Демографія
Згідно з переписом 2010 року, у переписній місцевості мешкали 11 092 особи в 5232 домогосподарствах у складі 2950 родин. Густота населення становила 548 осіб/км².  Було 8056 помешкань (398/км²).
Расовий склад населення:
| - 92,1 % — білих - 2,4 % — чорних або афроамериканців - 1,3 % — азіатів - 0,4 % — корінних американців - 1,9 % — осіб інших рас |

До двох чи більше рас належало 2,0 %. Частка іспаномовних становила 2,9 % від усіх жителів.
За віковим діапазоном населення розподілялося таким чином: 16,2 % — особи молодші 18 років, 54,9 % — особи у віці 18—64 років, 28,9 % — особи у віці 65 років та старші. Медіана віку мешканця становила 50,7 року. На 100 осіб жіночої статі у переписній місцевості припадало 88,0 чоловіків;  на 100 жінок у віці від 18 років та старших — 84,4 чоловіків також старших 18 років.
Середній дохід на одне домашнє господарство  становив 65 920 доларів США (медіана — 51 942), а середній дохід на одну сім'ю — 78 812 долари (медіана — 62 685). Медіана доходів становила 50 593 долари для чоловіків та 42 078 доларів для жінок. За межею бідності перебувало 10,1 % осіб, у тому числі 16,6 % дітей у віці до 18 років та 6,7 % осіб у віці 65 років та старших.
Цивільне працевлаштоване населення становило 5671 особа. Основні галузі зайнятості: освіта, охорона здоров'я та соціальна допомога — 21,4 %, роздрібна торгівля — 15,3 %, мистецтво, розваги та відпочинок — 14,3 %.